# Mesobryobia terpoghossiani
Mesobryobia terpoghossiani är en spindeldjursart som först beskrevs av Bagdasarian 1959.  Mesobryobia terpoghossiani ingår i släktet Mesobryobia och familjen Tetranychidae. Inga underarter finns listade i Catalogue of Life.